# Pelatantheria rivesii
Pelatantheria rivesii är en orkidéart som först beskrevs av André Guillaumin, och fick sitt nu gällande namn av Tang och Fa Tsuan Wang. Pelatantheria rivesii ingår i släktet Pelatantheria och familjen orkidéer. Inga underarter finns listade i Catalogue of Life.